# Embrace the Death
Embrace the Death è un album in studio del gruppo death doom metal olandese Asphyx, pubblicato nel 1996 dalla Century Media Records. Il disco risulta essere un "rough mix", con pezzi già registrati in passato come materiale per il primo album, che non venne poi pubblicato a causa del fallimento della loro vecchia etichetta, la CMFT Productions.

## Tracce
1. Intro – 1:21
2. Embrace the Death – 4:01
3. The Sickened Dwell – 3:58
4. Streams of Ancient Wisdom – 3:25
5. Thoughts of an Atheist – 4:59
6. Crush the Cenotaph – 4:25
7. Denying the Goat – 3:48
8. Vault of the Vailing Souls – 5:03
9. Circle of the Secluded – 5:35
10. To Succubus a Whore – 1:57
11. Eternity's Depths – 3:40
12. Outro – 0:50
13. Mutilating Process – 4:27
14. Streams of Ancient Wisdom – 4:29

Durata totale: 51:58

## Formazione
- Theo Loomans - basso, voce
- Eric Daniels - chitarra
- Bob Bagchus - batteria